# Hemaris affinis
Hemaris affinis är en fjärilsart som beskrevs av Otto Vasilievich Bremer 1861. Hemaris affinis ingår i släktet Hemaris och familjen svärmare, Sphingidae. Inga underarter finns listade i Catalogue of Life.